# Харгуш
Харгуш (узб. Xargoʻsh / Харгўш) — посёлок городского типа, расположенный на территории Вабкентского района Бухарской области Республики Узбекистан.
Статус посёлка городского типа с 2009 года.